# Michael Gratz
Michael Gratz (* 1949 in Merseburg) ist ein deutscher Literaturwissenschaftler und Blogger.

## Leben und Werk
Michael Gratz studierte Germanistik und Anglistik an der Universität Rostock und promovierte an der Universität Greifswald zu Lyrikdebatten in der DDR zwischen 1953 und 1956. Er war seit 1984 Wissenschaftlicher Mitarbeiter am Arbeitsbereich Neuere Deutsche Literatur und Literaturtheorie an der Universität Greifswald. Er betreute viele Jahre das Wolfgang-Koeppen-Archiv, das sich heute im Koeppenhaus befindet. Als Mitherausgeber des Pommerschen Jahrbuchs für Literatur und Mitglied der Pommerschen Literaturgesellschaft e.V. (pom.lit) widmet er sich der literarischen Tradition und aktuellen Literatur der Region Pommern und dem Erhalt des Falladahauses Greifswald, dem einstigen Wohnhaus Hans Falladas. Er veröffentlichte zahlreiche literaturwissenschaftliche Artikel und Rezensionen, u. a. in Neue Deutsche Literatur, Sinn und Form, Temperamente, Moosbrand und dem Wiecker Boten.
Seit 2001 ist er Herausgeber des Blogs Lyrikzeitung & Poetry News, der als wichtige Institution zur Gegenwartslyrik im deutschsprachigen Raum gilt und durch die Suchfunktion archivische Qualität zur Lyrikentwicklung im 21. Jahrhundert besitzt. 2007 bis 2010 war er außerdem Mitglied der Jury des Peter-Huchel-Preises.
Gratz ist zudem als Herausgeber hervorgetreten. So veröffentlichte er die Anthologien Muse, die zehnte. Antworten auf Sappho von Mytilene gemeinsam mit Dirk Uwe Hansen. Im Verlag Reinecke & Voß besorgte er eine zweibändige kritische Ausgabe der Werke der Barockdichterin Sibylla Schwarz.

## Werke

### Herausgeberschaften (Auswahl)
- mit Gunnar Müller-Waldeck: Wolfgang Koeppen. Mein Ziel war die Ziellosigkeit. Konferenzschrift. Europäische Verlags-Anstalt, Hamburg 1998, ISBN 978-3-434-52009-2.
- mit Dirk Uwe Hansen: Muse, die zehnte. Antworten auf Sappho von Mytilene. freiraum-Verlag, Greifswald 2014, ISBN 978-3-943672-50-3.
- Sibylla Schwarz: Ist Lieben Lust, wer bringt dann das Beschwer? Reinecke & Voß, Leipzig 2016, ISBN 978-3-942901-21-5.
- Sibylla Schwarz: Werke, Briefe, Dokumente. Kritische Ausgabe, Bd. 1: Briefe, Sonette, Lyrische Stücke, Kirchenlieder, Ode, Epigramme und Kurzgedichte, Fretowdichtung. Hrsg. von Michael Gratz. Reinecke & Voß, Leipzig 2021, ISBN 978-3-942901-42-0.
- Sibylla Schwarz: Werke, Briefe, Dokumente. Kritische Ausgabe, Bd. 2: Heroische Stücke, Erzählende Dichtung, Drama, Paratexte und Dokumente, Anhang mit Nachwort und Registern. Hrsg. von Michael Gratz. Reinecke & Voß, Leipzig 2022, ISBN 978-3-942901-43-7.

### Einzelpublikationen (Auswahl)
- Lyrik in der Diskussion. Untersuchung zu Veränderungen im Lyrikverständnis in den fünfziger Jahren. Dissertation, Greifswald 1983.
- Gestellte Gestalten des Niemalslandes. Drei Annäherungen an meinen Prenzlauer Berg. Institut für Deutsche Sprache und Literatur der Universität Vaasa, Vaasa 1992.